# Cadets de l'Air de Belgique
Pour les articles homonymes, voir Cadets de l'air.
 (juin 2025).

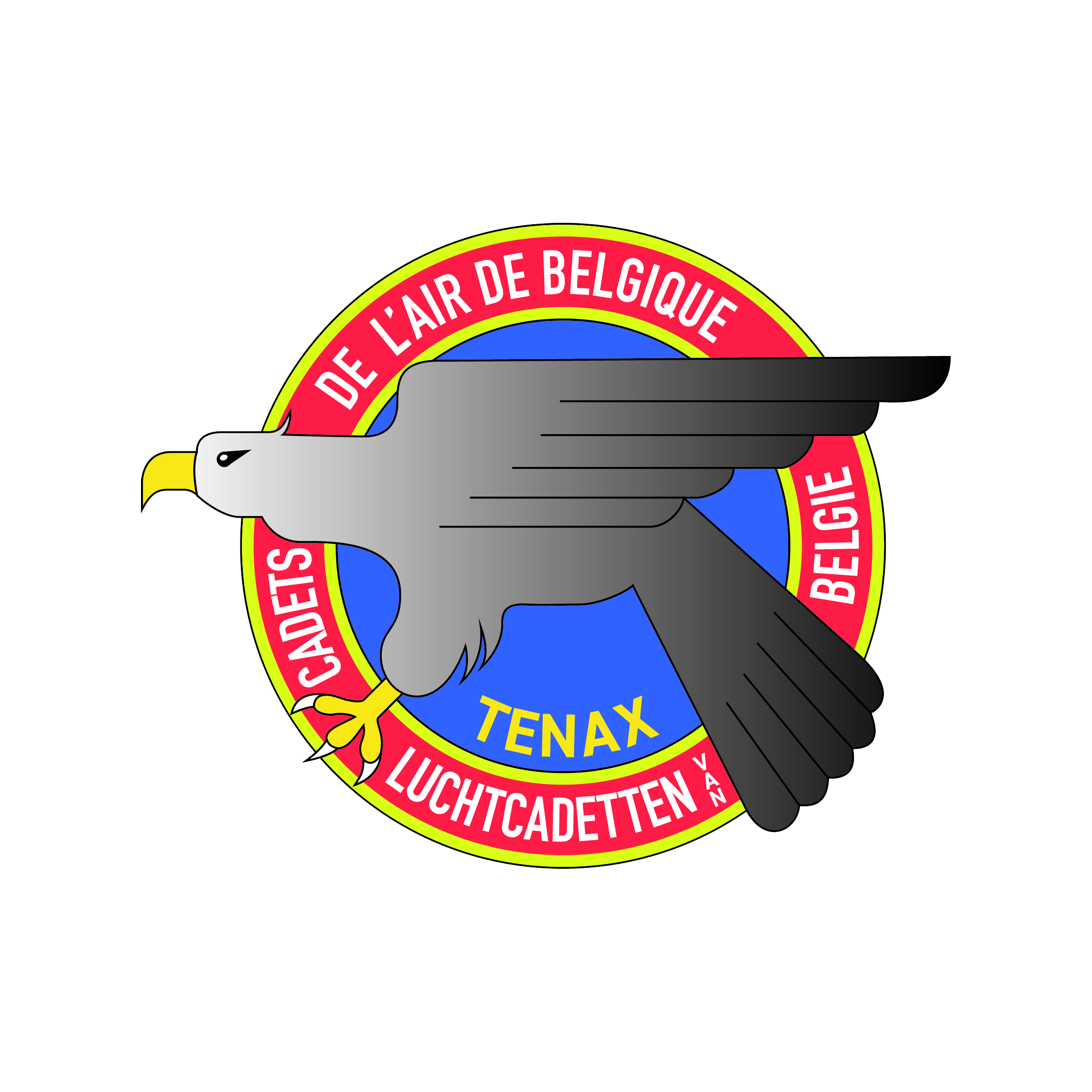
Insigne officiel de les Cadets de l'Air de Belgique.

L'asbl "Les Cadets de l'Air de Belgique" est une association civile soutenue la Composante Aérienne de la Défense Belge. Son objectif est de susciter l'enthousiasme des jeunes pour l'aviation dans un esprit de coopération et de responsabilité. Ce faisant, elle met l'accent sur la création d'intérêt pour une éventuelle carrière en tant que personnel navigant dans la Composante Aérienne.
L'association compte actuellement environ 200 cadets et presque autant de membres du cadre.
Chaque année, une cinquantaine de jeunes sélectionnés de 15 et 16 ans ont la possibilité de rejoindre l'association pour entamer une formation de pilote de planeur pour une période de trois ans. Après cela, les meilleurs cadets ont la possibilité de rester dans l'association pour un maximum de trois années supplémentaires.
Leur formation est assurée par un cadre composé par des militaires actifs ou de réserve et par des civils. Ceux-ci proviennent généralement du milieu aéronautique et créent un forum idéal pour enrichir les connaissances et expériences des cadets.

## Historique
Durant la Première Guerre mondiale, les avions ont été utilisés pour la première fois à grande échelle. À la fin de la Grande Guerre, de nombreux avions sont passés aux mains de particuliers et d'aéroclubs. C'est ainsi qu'est né le "Comité national de Propagande Aéronautique" à a fin des années 1920. Le but de ce comité était de susciter l'enthousiasme des jeunes pour l'aviation. Les "Belgian Air Scouts" sont nés et ont rapidement été rebaptisés "Belgian Air Cadets". En 1939, une première escadrille, dirigée par Gérard Tremerie, est ouverte à Evere. Gérard Tremerie était un jeune homme enthousiaste qui, ultérieurement, est devenu chef de la section hélicoptères de la Sabena.
En 1955, 10 ans après la Seconde Guerre mondiale, la Force Aérienne belge s'engage officiellement à soutenir l'association qui peut désormais compter sur un partenaire fidèle. Un phénomène similaire se produisait dans d'autres pays, dont le Canada, le Royaume-Uni et les États-Unis.
En 1956, l'asbl "Les Cadets de l'Air de Belgique" est fondée telle qu'elle existe encore aujourd'hui. Notre association est toujours un mouvement civil de jeunesse qui est activement soutenu par la Composante Aérienne belge.

## Conditions d'Entrée
Pour être sélectionné(e) pour une session, il faut satisfaire aux conditions suivantes :
- être Belge ou ressortissant d'un État membre de l'Espace Économique Européen ou de la Confédération Suisse ;
- avoir 15 ou 16 ans le 1er janvier dans l'année d'inscription ;
- avoir terminé avec succès le premier degré de l'enseignement secondaire ;
- suivre un enseignement de jour en plein exercice ;
- faire valoir l'autorisation écrite du tuteur ou de la tutrice légal(e) ;
- avoir réussi les épreuves du concours de sélection et être classé en ordre utile ;
- être apte médicalement.

## Epreuves d'Admission

### Examens théoriques et tests de sport
Les premiers examens sont des examens de théorie et les épreuves sportives qui sont en général organisés un samedi en septembre de l'année de son inscription. Ils se déroulent à l'École Royale des Sous-Officiers (ERSO) à Saffraanberg. Ces examens sont uniquement écrits et du niveau de fin de la première année du deuxième degré d'enseignement secondaire général.
Il est nécessaire d'obtenir 50 % à chacune des deux épreuves, à savoir: langue maternelle et mathématiques. Les deux examens sont basés sur des questions à choix multiples. Pour réussir les tests sportifs, il est nécessaire d'obtenir 50 % au total de l'ensemble des épreuves.

### Épreuves médicales
Une fois la phase 1 terminée, on est repris dans un classement en fonction des points obtenus.
Le classement s'établit par régime linguistique. Dans le courant des mois d'octobre et novembre de l'année de candidature, nous convoquons les candidats en fonction de ce classement et les envoyons à l'Hôpital Militaire à Neder-over-Heembeek pour y subir les tests médicaux.
Ces tests sont sévères car axés sur les exigences demandées aux pilotes de chasse. Seuls les meilleurs candidats seront retenus. La sélection s'arrête dès que nous avons 20 candidats francophones et 30 néerlandophones.
Les examens médicaux principaux sont :
- ophtalmologie ;
- ORL (nez, gorge et oreille) ;
- ECG (electrocardiogramme) ;
- pneumologie ;
- examen général.

## Aspirant Cadet
Une fois sélectionnées, les nouvelles recrues font partie de 50 jeunes appelés "aspirants". 30 néerlandophones et 20 francophones. Ils abordent d'abord la théorie, suivie par la formation pratique.

### La théorie
L'association propose à ses membres une formation de pilote de planeur complète. La connaissance approfondie de l'aérodynamique, de la météorologie, des instruments de vol, de la réglementation et technologie aérienne et du pilotage est donc indispensable si l'on veut prendre place dans un cockpit. Pendant 12 jours durant les vacances de Carnaval pour les francophones et de Pâques pour les néerlandophones, les aspirants suivent les différents cours théoriques donnés par des pilotes, des contrôleurs aériens, des météorologues et des instructeurs de vol. Cette période intensive est organisée sur la base aérienne de Florennes pour les francophones et Coxyde pour les néerlandophones. Elle se termine par un examen qu'il faut réussir afin de poursuivre la formation pratique.

### La pratique
Pendant les vacances d'été qui suivent, un camp de vol de trois semaines est organisé à Weelde ou Bertrix. Au cours de la première année, les aspirants apprennent les bases du vol en planeur, et ce sur le "Twin II". Ils effectueront en principe leur premier vol en solo à la fin du camp. Un moment unique dans la vie de chaque jeune pilote de planeur!
Après les camps d'été, les aspirants peuvent participer à cinq weekends de vol, organisés à Beauvechain, Florennes et Weelde. Durant ces weekends, les cadets savent maintenir leur continuité et affiner leurs compétences de vol.
La première année se termine par une cérémonie officielle: la remise des ailes. Ici, tous les aspirants ayant réussi leur formation, reçoivent leurs ailes par le Général de la Force Aérienne sur la base aérienne de Beauvechain.

## Flight Cadet

### La deuxième année
Après avoir obtenu leurs ailes, les aspirants deviennent "flight cadet" en entamant leur deuxième année. Cette année commence par un stage à Weelde, d'une semaine, durant les vacances de Pâques. Les flights peuvent y acquérir de l'expérience supplémentaire, rafraîchir leurs compétences et se préparer pour l'été. Ce camp est aussi l'occasion pour certain d'apprendre une nouvelle méthode de décollage qui est le treuil.
Pendant les vacances d'été, les flights participent à un troisième stage de vol, cette fois à Bertrix ou Weelde. Ici, les flights ayant allé à Weelde en tant qu'aspirant la 1e année apprennent une nouvelle technique de décollage: le remorquage, derrière notre Piper Cub. Les flights ont également la possibilité de se convertir à d'autres types de planeurs au sein de l'association.
Les flights ont également la possibilité d'approfondir leurs compétences durant les week-ends de vol à Weelde, Florennes et Beauvechain, organisés durant le printemps et l'automne.

### La troisième année
Durant la troisième année, les flights peuvent continuer à participer aux week-ends de vol et aux camps d'été. Au cours de cette année, ils sont encouragés à obtenir leur licence de vol à voile et ont la possibilité d'effectuer des vols de performance et d'obtenir différents brevets de vol.
Les cadets qui se sont particulièrement distingués par leur dévouement et attitude en vol, peuvent participer durant leur troisième année à l'échange international de cadets de l'air, nommé IACE. Les pays participant au programme sont entre autres les États-Unis, Canada, Suisse, France, Australie, Allemagne et Hong-Kong.
Les flights doivent en principe quitter l'association après le dernier week-end de vol de la troisième année. Les meilleurs flights ont, cependant, la possibilité de rester dans l'association, sur demande, et ce jusqu'à l'année où ils atteignent 21 ans.

## Senior Cadet
Les flights étant sélectionnés peuvent participer à toutes les activités de vol en tant que "senior". Ils auront à nouveau l'opportunité d'acquérir plus d'expérience en vol et d'obtenir leur licence.
En plus de cela, les seniors ont la tâche de guider les aspirants et flights pendant les stages théoriques et pratiques. Ils sont en quelque sorte le lien entre les cadets et les membres du cadre.
Chaque année, ils doivent introduire leur candidature afin de rester dans l'association en tant que senior pour un maximum de trois ans, jusqu'à l'année dans laquelle ils obtiennent l'âge de 21 ans. Les seniors n'en ayant toujours pas eu assez peuvent introduire leur candidature pour rejoindre l'association en tant que membre du cadre. Seuls les meilleurs sont admis car les places sont limitées.

## La Flotte
| Planeur             | En service | Image |
| ------------------- | ---------- | ----- |
| Grob G103 Twin II   | 10         |       |
| Grob G103 Twin III  | 1          |       |
| Grob CS Astir Jeans | 5          |       |
| DG505 Elan Orion    | 4          |       |
| DG300               | 3          |       |

| Remorquer            | En service | Image |
| -------------------- | ---------- | ----- |
| Piper L21B Super Cub | 4          |       |